# Regnier de Graaf
Reinier de Graaf, nizozemski zdravnik in anatom, * 30. julij 1641, Schoonhoven, † 17. avgust 1673, Delft.
Učil se je na univerzah v Utrechtu, v Leidnu in v Angersu. Ker je bil rimokatolik v protestantski Nizozemski, ni mogel nadaljevati akademske kariere, ampak je postal zdravnik v Delftu.
Najbolj je znan po ugotovitvi, kako delujejo jajčni folikel (po njem poimenovan Graafov folikel), opisal anatomija testisa,...